# 貝蒂克羅斯羅茲 (阿拉巴馬州)
貝蒂克羅斯羅茲（英語：Beaty Crossroads）是一個位於美國阿拉巴馬州迪卡爾布縣的非建制地區。該地的面積和人口皆未知。

## 地理
貝蒂克羅斯羅茲的座標為34°41′44″N 85°40′10″W / 34.69555°N 85.66944°W，而該地最高點為海拔高度488米（即1601英尺）。